# Avermes
Avermes település Franciaországban, Allier megyében. Lakosainak száma 4109 fő (2022. január 1.). Avermes Gennetines, Montilly, Moulins, Neuvy, Trévol és Yzeure községekkel határos.

## Népesség
A település népességének változása:
| Lakosok száma | 2007 | 3286 | 3892 | 3843 | 3838 | 3897 | 3966 | 3953 | 4012 | 4109 |
|               | 1968 | 1982 | 1990 | 2006 | 2013 | 2015 | 2017 | 2019 | 2020 | 2022 |